# Carrasco Polo Club
Carrasco Polo Club je urugvajski športski klub iz Carrasca, u blizini Montevidea. Njegovo ime veže se uz polo momčad te uz činjenicu da Carrasco ima jedan od vodećih urugvajskih konjičkih centara. Osim ragbijaškog, pod istim imenom u Montevideu djeluju i vaterpolski, jahački, hokejaški, nogometni i teniski klub.
Ragbijaška momčad se trenutno natječe u ligi Campeonato Uruguayo. Carrasco Polo je najuspješnija ragbi klub Urugvaja, s 27 osvojenih prvenstava. Glavni klupski konkurenti su im Old Christians i Old Boys. 

## Povijest
Carrasco Polo Club je izvorno osnovan kao konjanički klub 1933. godine. Njega je osnovalo 40 bivših članova nedavno ugašenog Montevideo Polo Cluba, koji je osnovan 3 godine prije. Prvi predsjednik kluba bio je Pedro Barcia, koji je vodio klub do sve do 1944. godine.
Godine 1949. "rugby criollo" biva uveden u Carrasco Polo Club. Godine 1950. održano je prvo izdanje prvenstva Campeonato Uruguayo u kojem su se natjecali klubovi: Old Boys, Colonia Rugby, te višešportski klubovi kao što su MVCC i Carrasco Polo.
Godine 1993., Carrasco Polo Club je pobijedio momčad Buenos Airesa koja je uključivala 14 reprezentacijiskih igrača. Diego Ormaechea, koji se smatra najboljim urugvajskim ragbijašem, je cijelu svoju karijeru igrao za Carrasco. 

## Naslovi
- Campeonato Uruguayo (27): 1952., 1961., 1966., 1981., 1983., 1990., 1991., 1992., 1993., 1994., 1995., 1996., 1997., 1998., 1999., 2000., 2001., 2002., 2003., 2004., 2005., 2006., 2008., 2009., 2011., 2012., 2014.

## Vanjske poveznice
- (šp.) Službena stranica - Carrasco Polo Club